# Siłownia gazowa
Siłownia gazowa – zespół maszyn i urządzeń mających na celu wytwarzanie mocy mechanicznej z wykorzystaniem turbiny gazowej.

## Zastosowania
- Napęd generatora elektrycznego – w elektrowniach i elektrociepłowniach gazowych i gazowo-parowych;
- Napęd śruby okrętowej okrętów i statków;
- Napęd sprężarek do przetłaczania gazu ziemnego na znacznie odległości (gazociągi).